# Estação Ferroviária de Castelo Melhor
A Estação Ferroviária de Castelo Melhor, originalmente denominado de Castello-Melhor, é uma antiga interface da Linha do Douro, que servia a freguesia de Castelo Melhor, no Distrito da Guarda, em Portugal.

## História
Esta interface faz parte do lanço da Linha do Douro entre Côa e Barca d’Alva, que foi aberto à exploração em 9 de Dezembro de 1887.
Em 1901, a ligação rodoviária entre esta estação e a Estrada Real n.º 34 ainda não tinha sido concluída, embora já tivesse sido estudada pela brigada técnica. Em 1932, este projecto ainda não tinha sido realizado, só existindo uma estrada, incompleta, até Almendra, com cerca de 8 quilómetros e meio. Apesar dos acessos em más condições, a estação de Castelo Melhor era uma das mais utilizadas pelos habitantes da zona, especialmente de Almendra, por ser a mais curta. Esta situação só se alterou quando se iniciou uma carreira de autocarros até à Estação de Almendra.
Num aviso de Julho de 1902, a estação surgia com o nome de Castello-Melhor.
Em 1988, foi encerrado o lanço entre o Pocinho e Barca d’Alva.